# 黄巷郭氏民居
黄巷郭氏民居，位于中国福建省福州市鼓楼区黄巷东，明末始建，清道光年间（1821—1850）重修。坐北朝南，占地面积2000多平方米。前后三进，双坡顶，穿斗式木构架，面阔五间；东有花厅一座，庭院内假山、水池、花亭等尚存。四周围以封火墙。清光绪年间，福州名士郭阶三购得此屋，五子先后中一进士、四举人，又称“五子登科”宅第。2005年5月11日公布为第六批福建省文物保护单位。2013年3月5日作为“三坊七巷古民居建筑”之一公布为第七批全国重点文物保护单位，归入三坊七巷和朱紫坊建筑群。